# Cornelius Vanderbilt
Cornelius Vanderbilt (Staten Island, New York, 27. svibnja 1794. - New York City, New York, 4. siječnja 1877.), također poznat pod nadimkom Commodore, bio je američki industrijalac i filantrop koji je izgradio svoje bogatstvo u prijevozu i prometnicama. Bio je patrijarh obitelji Vanderbilta i jedan od najbogatijih Amerikanaca u povijesti. Darovao je početni iznos za osnivanje Sveučilišta Vanderbilta, koji je dobilo ime u njegovu čast. 
Zbog neetičkih poslovnih praksi za vrijeme života on i slični industrijalci nazivani su barunima razbojnicima. U trenutku smrti imao je 100 milijuna dolara tj. 1/87 BDP-a od SAD-a.

## Prezime i podrijetlo
Pra-pra-pradjed Corneliusa Vanderbilta, Jan Aertson ili Aertszoon, bio je nizozemski poljoprivrednik iz sela De Bilt u Utrechtu, Nizozemska, koji je emigrirao u New York kao dužnički sluga godine 1650. Nizozemski van der ("iz" ili "od") naposljetku je dodano Aertsonovu mjestu stvorivši "van der Bilt" ("iz De Bilta"), koje je na kraju zgusnuto u Vanderbilt.